# 増山正修
増山 正修（ましやま まさなお）は、江戸時代末期の大名。伊勢長島藩の第7代藩主。長島藩増山家8代。

## 経歴
文政2年（1819年）12月7日、出羽庄内藩主・酒井忠器の次男として生まれる。第6代藩主・正寧の嫡子・正直が早世したため、婿養子となる。天保13年（1842年）、正寧の死去により跡を継いだ。1847年9月には日光祭祀奉行を務めている。
幕末期に入ると佐幕派の立場を貫く。元治元年（1864年）からの長州征伐では京都・大坂の警備を担当し、翌年4月には若年寄に任じられた。慶応4年（1868年）の戊辰戦争でも、最初は幕府側に与して抵抗の姿勢を示していたが、隣藩の伊勢亀山藩をはじめ、伊勢国内の藩のほとんどが新政府に帰順したため、涙ながらに新政府に帰順し、藩軍を奥羽や北越に出兵させることになった。しかし幕府側に協力していた姿勢を新政府側から警戒され、このとき赤報隊の相楽総三によって軍資金という名目で3,000両を強奪されたという。

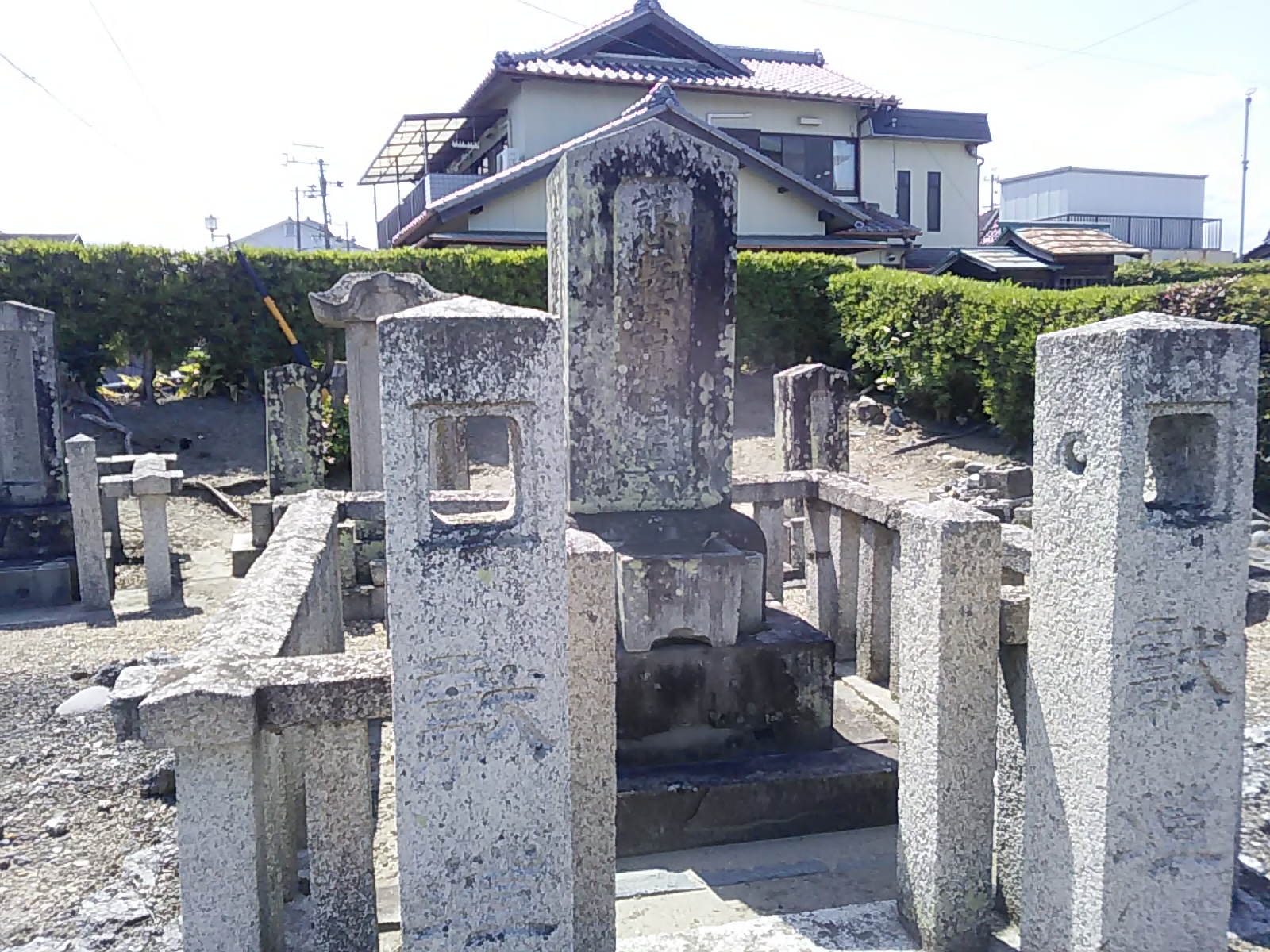
増山正修の墓(桑名市花林院)

正修も正寧と同じく、4男5女と多くの子女に恵まれたが、廃嫡された正方と五女・八十子以外は全て早世するという不幸に見舞われた。このため、明治2年（1869年）1月18日に正修が死去した後は、養嗣子の正同が跡を継ぐこととなった。享年51。

## 系譜
父母
- 酒井忠器（実父）
- 増山正寧（養父）

正室
- 増山勝子、法華院 - 増山正寧の娘

子女
- 増山鎌五郎
- 増山鉄次郎
- 増山光之助
- 増山正方
- 増山八十子 - 増山正治正室

養子女
- 増山正同 - 永井直方の次男